# Helictotrichon neesii
Helictotrichon neesii là một loài thực vật có hoa trong họ Hòa thảo. Loài này được (Steud.) Stace mô tả khoa học đầu tiên năm 1991.